# ستيفاني غريشام
ستيفاني آن غريشام (بالإنجليزية: Stephanie Ann Grisham)‏ هي سياسية وصحفية أمريكية من الحزب الجمهوري ولدت في يوم 23 يوليو 1976 في كولورادو. شغلت منصب السكرتيرة الصحفي للبيت الأبيض من يوليو 2019 وحتى أبريل 2020 بعد أن خلفت سارة هاكابي ساندرز. أصبحت فيما بعد مديرة مكتب السيدة الأولى حتى استقالتها في 6 يناير 2021.